# Artachaies
Artachaies (altgriechisch Ἀρταχαίης; altpersische Namensform *Ṛtaxaya; † 480 v. Chr.) war ein persischer Adliger und Ingenieur im Dienst des Großkönigs Xerxes I. im 5. Jahrhundert v. Chr.

## Leben
Artachaies war ein Sohn des Artaios und mit dem persischen Königshaus der Achämeniden verwandt. Laut Herodot zeichnete er sich durch eine enorme Körpergröße und äußerst mächtige Stimme aus. Im Auftrag des Großkönigs, der einen erneuten Einfall in Griechenland plante, leitete er ab etwa 483 v. Chr. zusammen mit Bubares den Bau des sog. Xerxes-Kanals. Dieser sollte den Isthmus des östlichen Ausläufers (Athos) der Halbinsel Chalkidike durchschneiden und eine solche Breite aufweisen, dass er von zwei nebeneinander fahrenden Triremen passiert werden konnte. Die Anlage des Kanals hatte den Zweck, die Schiffe nicht mehr der Gefahr einer Umrundung der Athos-Halbinsel auszusetzen; denn 492 v. Chr. war die große persische Flotte des Mardonios bei widrigem Wellengang am dort gelegenen Berg Athos zerschellt.
Die drei Jahre währenden Bauarbeiten an dem Kanal schritten gut voran, doch Artachaies  starb 480 v. Chr. an einer Krankheit, während Xerxes sich auf dem Marsch mit seinem Heer im nahe dem Kanal gelegenen Akanthos aufhielt. Der über Artachaies’ Ableben betrübte Großkönig ließ den Toten mit glänzenden Ehren bestatten und ihm durch seine Soldaten einen Grabhügel errichten. Die Akanthier verehrten ihn auf Geheiß eines Orakels als Heros.
Es steht nicht sicher fest, ob Artachaios mit dem gleichnamigen Vater des Artayntes und demjenigen des Otaspes (die beide an Xerxes’ Feldzug teilnahmen) identisch ist.